# Volusia County
Volusia County är ett administrativt område i delstaten Florida, USA, med 494 593 invånare. Den administrativa huvudorten (county seat) är DeLand.

## Geografi
Enligt United States Census Bureau har countyt en total area på 3 710 km². 2 857 km² av den arean är land och 853 km² är vatten.

### Angränsande countyn
- Flagler County, Florida - nord
- Brevard County, Florida - syd
- Orange County, Florida - syd
- Seminole County, Florida - sydväst
- Lake County, Florida - väst
- Marion County, Florida - nordväst
- Putnam County, Florida - nordväst

### Orter
- Ormond Beach